# 1928 aux Pays-Bas
Chronologie des Pays-Bas
- 1924
- 1925
- 1926
- 1927
- 1928
- 1929
- 1930
- 1931
- 1932

Cet article présente les faits marquants de l'année 1928 aux Pays-Bas.

## Décès
- 4 février : Hendrik Lorentz, physicien néerlandais (° 18 juillet 1853).
- 6 février : Johann Georg van Caspel, peintre, architecte, illustrateur et affichiste néerlandais (° 2 mai 1870).
- 15 février : Jacob Smits, peintre belgo-néerlandais (° 9 juillet 1856).
- 3 mars : Jan Toorop, peintre néerlandais (° 20 décembre 1858).